# بلک ولف (ویرجینیای غربی)
بلک ولف (به انگلیسی: Black Wolf) یک منطقهٔ مسکونی در ایالات متحده آمریکا است که در شهرستان مک‌داول، ویرجینیای غربی واقع شده‌است.